# Hibiscus dimidiatus
Hibiscus dimidiatus là một loài thực vật có hoa trong họ Cẩm quỳ. Loài này được Schrank mô tả khoa học đầu tiên năm 1822.